# Трегубов Дмитро Дмитрович
Дмитрій Дмитрійович Трегубов (1884-1919) - підполковник 10-го гусарського Інгерманландського полку, герой Першої світової війни.
Закінчив Михайлівський Воронезький кадетський корпус (1903) та Єлисаветградське кавалерійське училище (1905), звідки був випущений корнетом у 18-й драгунський Клястицький полк . Виготовлений у поручики 1 вересня 1908 року. 8 серпня 1910 переведений в 10-й гусарський Інгерманландський полк . Зроблено в штабс-ротмістрі 10 вересня 1912 року.
На фронт Першої світової війни виступив на посаді молодшого офіцера кінно-кулеметної команди. Удостоєний ордена Св. Георгія 4-го ступеня
За те, що 21 вересня 1914 року в бою під м. Санок, командуючи чотирма кулеметами, вибив ворога з окопів, переслідував його й захопив кулемет, який він представив своєму голові
Його підвищили до ротмістра 26 листопада 1916 року на підставі Георгіївського статуту, підполковника — 1 квітня 1917 року.
У Громадянську війну брав участь у Білому русі Півдні Росії . Восени 1918 з групою офіцерів і гусар-інгерманландців під командою полковника Барбовича з боями пробився з Чугуєва на Дон, де і приєднався до Добровольчої армії . Служив в Інгерманландському гусарському дивізіоні у складі Добровольчої армії та ВРЮР . Полковник Трегубов помер від тифу 1 лютого 1919 року у Маріуполі . Був одружений.
- Орден Святого Георгія 4 ст. (ВП 13.01.1915)
- Орден Святого Володимира 4 ст. з мечами та бантом (ВП 22.01.1915)
- Орден Святого Станіслава 3 ст. з мечами та бантом (ВП 23.01.1915)
- Орден Святої Анни 3 ст. з мечами та бантом (17.01.1916)